# Ponte Árpád
Il ponte Árpád (in ungherese: Árpád híd) è un ponte che si trova a Budapest in Ungheria e che collega gli insediamenti di Buda e Pest attraversando il Danubio e una parte dell'isola Margherita.

## Descrizione

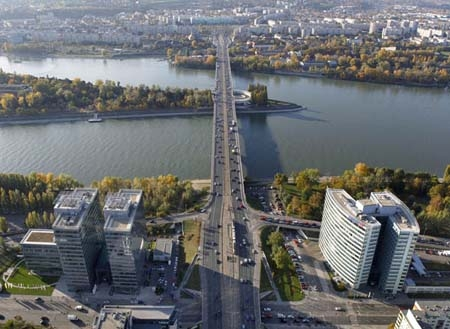
Vista aerea del ponte

Originariamente chiamato Ponte di Stalin (Sztálin híd), fu in seguito ribattezzato nel 1958 in onore di Árpád, gran principe dei Magiari.
Fino all'inaugurazione del ponte Megyeri nel 2008, era il ponte più lungo in Ungheria, con una lunghezza di 928 m. È largo 35,3 ed ospita percorsi pedonali e ciclabili, una linea tranviaria e due corsie per la circolazione veicolare.
La costruzione del ponte iniziò nel 1939, ma a causa della seconda guerra mondiale, fu completata nel 1950 e inaugurata da Kálmán Pongrácz.